# Vadim Rabinovitch
Pour les articles homonymes, voir Rabinovitch.
Vadim Zinovyevitch Rabinovitch (parfois orthographié Vadym Rabynovytch) (ukrainien : Вадим Зіновійович Рабінович ; russe : Вади́м Зино́вьевич Рабино́вич ; hébreu : ודים רבינוביץ'),  né le 4 août 1953 à Kharkiv (RSS d'Ukraine, Union soviétique), est un homme d'affaires et homme politique juif ukrainien.
Il est président du Congrès juif panukrainien, chef du parti Pour la vie, candidat à la présidence aux élections de 2014 et ancien député de l'Ukraine, dans la faction du Bloc d'opposition. Il est membre de la Plate-forme d'opposition – Pour la vie.

## Biographie

### Jeunesse et formation
En 1970, Rabinovitch est diplômé de l'école secondaire 45 de Kharkiv et entre à l'Université nationale de l'automobile et de l'autoroute de Kharkiv. De 1973 à 1975, il effectue le service militaire obligatoire dans la défense aérienne de l'Armée soviétique. Après avoir quitté l'armée, Rabinovitch est contremaître au département de réparation et de construction du conseil municipal de Kharkiv.

### Arrestation, détention et émigration en Israël
Le 20 janvier 1980, il est arrêté pour des soupçons de détournement de fonds publics d'un montant particulièrement important, mais libéré après neuf mois d'enquête. Entre 1980-1982, il dirige des ateliers de production de portes en bois. Au début de 1982, il est à nouveau arrêté pour détournement de fonds publics. Le 10 février 1984, il est condamné à 14 ans de camp de travaux forcés par le tribunal régional de Kharkiv, mais ne passe que sept ans de détention. Ses biens sont confisqués et son activité professionnelle interdite pendant cinq ans. Puis dans le camp, Rabinovitch est enrôlé dans le KGB,, avec pour pseudonyme Zholud.
Au début de 1986, il commence à exploiter une entreprise. Libéré, Vadim Rabinovitch et Andriy Aliochyne fondent la société Pinta, spécialisée dans le commerce du métal. À l'automne 1993, Rabinovitch est nommé représentant ukrainien de la société autrichienne Nordex. La réputation du président de Nordex, proche des autorités de l'URSS et du baron de la mafia russe Grigory Loutchansky, affectent l'image de Vadim Rabinovitch.
Au début des années 1990, Vadim Rabinovitch est déchu de sa nationalité ukrainienne et fait son alya en Israël. À la fin des années 1990, il retourne en Ukraine. Citoyen israélien naturalisé, Vadim Rabinovitch a un patrimoine immobilier en Ukraine et en Israël. Il se voit retirer son visa pour les États-Unis en 1995, apparemment en raison de ses liens avec des marchands d'armes.

### Fondation de médias
En 1997, Vadim Rabinovitch fonde la chaîne de télévision 1+1 avec Alexandre Rodnianski et Boris Fouksman. En 1996, il est nommé président de la Chambre de commerce israélo-ukrainienne. De 1997 à 2009, Vadim Rabinovitch est président de la maison d'édition Stolichnye Novosti. Vadim Rabinovitch crée et dirige le Congrès juif panukrainien en 1997. Il dissout l'organisation en avril 1999 et crée la Communauté juive unie d'Ukraine, qui l'élit à sa tête. En 2008, Vadim Rabinovitch acquiert la chaîne de télévision NewsOne.

### Activités en Israël
Il fait également don de plus de 10 millions de dollars pour la restauration de la synagogue Hourva,,. Selon certains dirigeants juifs, l'homme d'affaires essaie d'acheter une publicité positive pour compenser la publicité négative générée par ses activités financières et politiques. Vadim Rabinovitch aide à financer la reconstruction de la Synagogue Hourva de la Vieille ville de Jérusalem sur une place qui porte son nom. La conseillère Rachel Azaria demande à la Cour suprême d'Israël d'annuler le nom de la place, affirmant que Vadim Rabinovitch n'est pas encore décédé, ce qui est accepté. La loi israélienne interdit en effet de donner aux rues et aux lieux publics de Jérusalem le nom de personnes vivantes,. Vadim Rabinovitch soutient des organisations caritatives juives et est un bienfaiteur de la menorah d'or à l'Institut du Temple de Jérusalem.
Le 24 juin 1999, le Service de sécurité ukrainien (SBU) interdit à Rabinovytch d'entrer en Ukraine pour une période de cinq ans. Selon le service de presse du SBU, cette décision est prise car son activité cause des dommages considérables à l'économie de l'Ukraine. Plus tard, les médias rapportent que la décision du SBU est liée au fait qu'il divulgue des informations sur la vente de munitions par l'Ukraine à la Yougoslavie malgré l'embargo international alors en vigueur. En 1999, Vadim Rabinovitch prend la nationalité de l'État d'Israël.

### Retour en Ukraine
Avec l'aide de Vadim Rabinovitch, un monument aux victimes du terrorisme est inauguré à Kiev par le président ukrainien Viktor Iouchtchenko, l'ambassadeur américain John E. Herbst et l'ambassadeur russe Viktor Tchernomyrdine le 11 septembre 2005. Depuis 1997, il est président du Congrès juif panukrainien. En 2001, Vadim Rabinovitch devient chef du Forum Un pas vers l'unité des chrétiens et des juifs et coprésident du Parlement juif européen. De 2007 à 2013, Vadim Rabinovitch est président du club de football Arsenal Kiev. Vers cette période, c'est lui qui permet au controversé Omar Harfouch et son frère de construire leur réseau en Ukraine et d'y développer leurs affaires. Membre du parti ukrainien Pour la vie, Vadim Rabinovitch met aussi en contact Omar Harfouch avec ses relations dans l’extrême-droite avec le soutien de Yevheniy Mouraïev, dont Marine Le Pen.
En mars 2013, Vadim Rabinovitch survit à une apparente tentative d'assassinat à Kiev ; un engin explosif est lancé dans sa voiture près de la station de métro Klovska,.

### Candidature à l'élection présidentielle de 2014

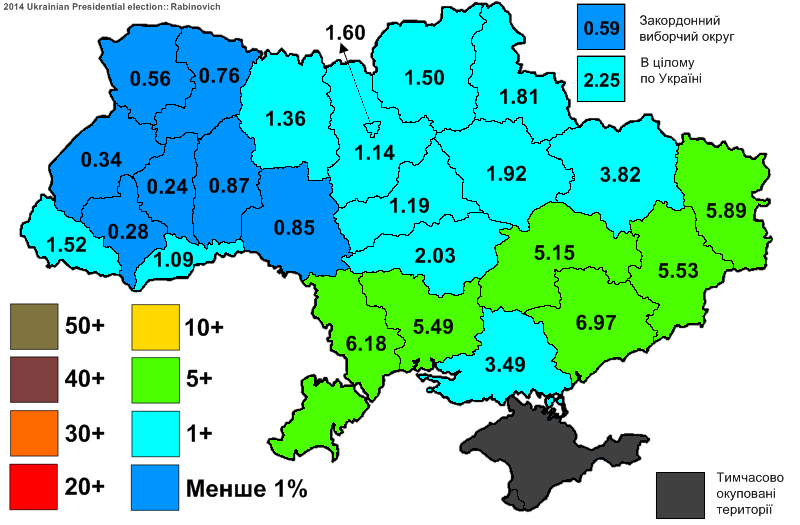
Résultats de Vadim Rabinovitch lors de l'élection présidentielle ukrainienne de 2014.

Le 25 mars 2014, Vadim Rabinovitch s'inscrit auprès de la Commission électorale centrale en tant que candidat autoproclamé à la présidence de l'Ukraine,. Le 28 mars 2014, le Kyiv Post rapporte que Vadim Rabinovitch s'est présenté comme candidat autoproclamé à l'élection présidentielle ukrainienne de 2014. C'est en partie pour contrer la réputation d'antisémitisme du nouveau gouvernement ukrainien. Après son inscription, Vadim Rabinovitch déclare : « Je veux détruire le mythe d'une Ukraine antisémite qui se répand dans le monde. Je suis probablement le candidat le plus chanceux. Aujourd'hui, l'unification s'impose, et je suis un candidat rassembleur. Je n'ai pas de soif de pouvoir pour lui-même, je veux uniquement aider le pays ». Lors de l'élection présidentielle de 2014, il obtient 2,25 % des voix et effectue son meilleur résultat à Dnipropetrovsk et dans les régions de Zaporijjia, Mykolaïv et Odessa. 

### Suite de sa carrière politique
Vadim Rabinovitch est élu au Parlement cette année-là, après s'être classé quatrième sur la liste électorale du Bloc d'opposition . Il est nommé à la tête du Comité des droits de l’homme de la Verkhovna Rada.
En juillet 2016, Vadim Rabinovitch suspend son adhésion au parti et, avec l'ancien membre du Bloc d'opposition Yevheniy Mouraïev et Viktor Medvedtchouk, crée le parti politique Pour la vie (l'ancien Parti du centre),, bien qu'il n'ait pas quitté la faction du Bloc d'opposition pour ne pas perdre son mandat de député.
Le 15 novembre 2018, Vadim Rabinovitch annonce qu'il ne participera pas à l'élection présidentielle de 2019 ; mais qu'il sera tête de liste du parti Pour la vie de son parti lors des élections législatives suivantes .

### Poursuites judiciaires
Début juillet 2023, il est retourné en Israël après avoir reçu un avis de suspicion de haute trahison en vertu de l'article 111, paragraphe 1 pour avoir diffusé des déclarations manipulatrices qui ont porté atteinte à la souveraineté, à l'intégrité territoriale et à la sécurité de l'Ukraine, l'affaire est suivie par le bureau du Procureur général d'Ukraine. Le journal Novoe Vremia et l'ONG, VoxUkraine ont publié un classement des personnalités politiques ukrainiennes diffusant le plus de contre vérités, V. Rabinovitch est classé deuxième derrière Ioulia Tymochenko et devant Iouri Boïko.

## Participations dans les médias
Vadim Rabinovitch fonde Media International Group (MIG), qui comprend la société d'édition Stolichnye Novosti, les journaux MIGnovosti et MIGnews, respectivement en Ukraine et en Israël et l'hebdomadaire économique Delovaya Nedelya, en 2000. MIG rachète ensuite Novoe Russkoe Slovo (The New Russian Word, le plus ancien journal russe aux États-Unis), la station de radio Narodnaia Volna, l'hebdomadaire politique CN-Stolichnye Novosti et le quotidien Stolichka. Vadim Rabinovitch est aussi copropriétaire de Jewish News One de 2011 jusqu'à sa fermeture en 2014.

## Positions politiques
Vadim Rabinovitch défend un statut non aligné pour l'Ukraine, une réforme administrative et une décentralisation profonde avec un maximum de pouvoirs pour les administrations régionales, bien que, selon le suivi de l'OPORA, il n'a jamais voté pour les projets de loi en faveur de la décentralisation en Ukraine. Vadim Rabinovitch déclare que ces projets de loi en faveur de la décentralisation ne correspondent pas au concept qu'il prône et qu'il n'a donc pas voté pour eux. Vadim Rabinovitch propose plutôt proposé d'organiser un référendum sur la question de l'abolition de la fonction de président de l'Ukraine, une nouvelle Constitution, incluant la fédéralisation, qu'il ne veut pas qu'on appelle ainsi « parce que ce mot rend les gens nerveux ».

## Vie privée
Vadim Vadim Rabinovitch est marié à Irina Rabinovitch et a trois enfants : son fils Oleh (né en 1973), sa fille Katerina (née en 1994) et son fils Jacob (né en 2008).